# 大杜博韋
48°5′36″N 35°15′54″E / 48.09333°N 35.26500°E
大杜博韋（烏克蘭語：Великодубове）是位於烏克蘭東南部的村莊，由扎波羅熱州扎波羅熱区的彼得羅-米哈伊利夫卡市鎮負責管轄。該村面積1.11平方公里，2001年人口228，人口密度每平方公里204.9人。